# Anells de Cabot

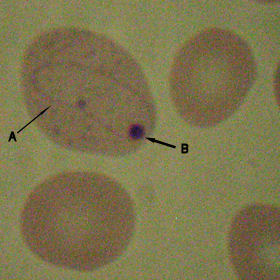
A - Anell de Cabot
B - Cos Howell-Jolly

Els anells de Cabot són filaments prims en forma d'un bucle o vuit que es troben de vegades als eritròcits. Es considera que són microtúbuls residuals del fus mitòtic.
S'han observat en un grapat de casos en pacients amb anèmia megaloblàstica, saturnisme i altres trastorns d'eritropoesi. Foren descrits per primera vegada el 1903 pel metge estatunidenc Richard Clarke Cabot (1868-1939).